# 多鬚擬矛尾鰕虎魚
拟矛尾鰕虎鱼（学名：Parachaeturichthys polynema）为輻鰭魚綱鱸形目鰕虎亞目鰕虎鱼科拟矛尾鰕虎鱼属的鱼类，俗名须虎鱼。分布于印度洋非洲南岸、东至澳大利亚、北至日本南部以及中国南海、台湾海峡、东海等海域，属于近海暖水性鱼类，體長可達15公分，棲息在泥底質深水域，生活習性不明。该物种的模式产地在日本长崎。